# Liste von Grossratspräsidenten des Kantons Aargau
Die Liste von Grossratspräsidenten des Kantons Aargau führt alle Präsidenten und Präsidentinnen des Grossen Rats des Kantons Aargau zwischen den Jahren 1925 und 2025 auf. Elisabeth Schmid war 1985 die erste Präsidentin. Ihr folgten in vierzig Jahren zwölf weitere Frauen.
Diese Liste ist Gegenstand von Ergänzungen.

## Präsidenten des Grossen Rates
Stand: April 2025
1. 1925: Karl Laube (Bad Zurzach)
2. 1926: Hermann Müri (Turgi)
3. 1927: Fritz Zaugg (Brugg)
4. 1928: Robert Senn (Baden)
5. 1929: Xaver Stöckli (Boswil)
6. 1930: Arthur Schmid (Oberentfelden)
7. 1931: Jakob Baumann (Schafisheim)
8. 1932: N.N. Bruggisser (Wohlen)
9. 1933: Gustav Küchler (Muri)
10. 1934: Walter Kohler (Rothrist)
11. 1935: F. Laager (Aarau)
12. 1936: Ernst Haller (Aarau)
13. 1937: Adolf Wirth (Hägglingen)
14. 1938: Benedikt Fuchs (Buchs)
15. 1939: Ernst Aebi (Brugg)
16. 1940: Max Hemmeler (Lenzburg)
17. 1941: Max Rohr (Baden)
18. 1942: Adolf Gloor (Aarau)
19. 1943: Rudolf Baumann (Leutwil)
20. 1944: Hans Rei (Fahrwangen)
21. 1945: Paul Schib (Möhlin)
22. 1946: Albert Graf (Menziken)
23. 1947: Otto Riniker (Schinznach-Dorf)
24. 1948: Ernst Kistler (Brugg)
25. 1949: Paul Hausherr (Bremgarten)
26. 1950: Jakob Wernli (Rheinfelden)
27. 1951: Hans Strahm (Brugg)
28. 1952: Bruno Beetschen (Rheinfelden)
29. 1953: Hans Birchmeier (CVP, Künten)
30. 1954: Adolf Richner (SP, Oftringen)
31. 1955: Karl Steiner (SVP, Oberkulm)
32. 1956: Erich Zimmerlin (FDP, Aarau)
33. 1957: Max Kuhn (CVP, Wohlen)
34. 1958: Ernst Haller (SP, Windisch)
35. 1959: Hermann Fricker (SVP, Oberhof)
36. 1960: Walter Widmer (FDP, Lenzburg)
37. 1961: Robert Reimann (CVP, Wölflinswil)
38. 1962: Alber Räber (SP, Baden)
39. 1963: Walter Baumann (SVP, Schafisheim)
40. 1964: Max Müller (FDP, Baden)
41. 1965: Max Mühlebach (CVP, Umiken)
42. 1966: Otto Zeller (SP, Biberstein)
43. 1967: Hans Roth (SVP, Erlinsbach)
44. 1968: Karl Aeschbach (FDP, Muhen)
45. 1969: Walter Edelmann ( - , Bad Zurzach)
46. 1970: Hebert Zehnder (SP, Lenzburg)
47. 1971: Franz Metzger (SVP, Möhlin)
48. 1972: Walter Leber (FDP, Zofingen)
49. 1973: Max Knecht (CVP, Wettingen)
50. 1974: Walter Weber (SP, Strengelbach)
51. 1975: Isidor Bürgi (SVP, Frick)
52. 1976: Werner Vogt (FDP, Villigen)
53. 1977: Beda Humbel (CVP, Birmenstorf)
54. 1978: Robert Locher (SP, Ehrendingen)
55. 1979: Walter Geiser (SVP, Unterkulm)
56. 1980: René Müller (FDP, Möhlin)
57. 1981: Walter Leuthard-Weber (CVP, Merenschwand)
58. 1982: Kurt Theiler (SP, Rheinfelden)
59. 1983: Jakob Hüssy (SVP, Safenwil)
60. 1984: Victor Rickenbach (FDP, Baden)
61. 1985: Elisabeth Schmid (CVP, Stein) – erste Grossratspräsidentin des Kantons
62. 1986: Hans Zbinden (SP, Baden)
63. 1987: Viktor Würgler (SVP, Schlossrued)
64. 1988: Dora Bärtschi (FDP, Böttstein)
65. 1989: Alfons Widmer (CVP, Untersiggenthal)
66. 1990: Hans Ulrich Salm (SP, Veltheim)
67. 1991: Kurt Oldani (SVP, Tägerig)
68. 1992: Dieter Deiss (FDP, Laufenburg)
69. 1993: Elisabeth Sailer-Albrecht (CVP, Widen)
70. 1994: Erich Schnyder (SP, Aarburg)
71. 1995: Ernst Frey (SVP, Kaiseraugst)
72. 1996: Rudolf Rohr (FDP, Würenlos)
73. 1997: Andreas Brunner (CVP, Unterentfelden)
74. 1998: Kurt Wernli (SP, Windisch)
75. 1999: Urs Hofmann (SP, Aarau, 1. Quartal)
76. 1999: Reinhard Gloor (SVP, Birr)
77. 2000: Hans Ulrich Fischer (FDP, Meisterschwanden)
78. 2001: Hans Bürge-Ramseier (EVP, Safenwil)
79. 2002: Peter Müller (CVP, Magden)
80. 2003: Barbara Roth (SP, Erlinsbach)
81. 2004: Thomas Lüpold (SVP, Möriken)
82. 2005: Corina Eichenberger (FDP, Lenzburg)
83. 2006: Esther Egger-Wyss (CVP, Kirchdorf)
84. 2007: Heinrich Schöni (SP, Aarburg)
85. 2008: Walter Markwalder (SVP, Würenlos)
86. 2009: Herbert H. Scholl (FDP, Zofingen)
87. 2010: Patricia Schreiber-Rebmann (Grüne, Wegenstetten)
88. 2011: Theo Voegtli (CVP, Kleindöttingen)
89. 2012: Kathrin Scholl-Debrunner (SP, Lenzburg)
90. 2013: Vreni Friker-Kaspar (SVP, Oberentfelden)
91. 2014: Thierry Burkart (FDP, Baden)
92. 2015: Markus Dieth (CVP/Mitte, Wettingen)
93. 2016: Marco Hardmeier (SP, Aarau)
94. 2017: Benjamin Giezendanner (SVP, Rothrist)
95. 2018: Bernhard Scholl (FDP, Möhlin)
96. 2019: Renata Siegrist-Bachmann (GLP, Zofingen)
97. 2020: Edith Saner (Mitte, Birmenstorf)
98. 2021: Pascal Furer (SVP, Staufen)
99. 2022: Elisabeth Burgener (SP, Gipf-Oberfrick)
100. 2023: Lukas Pfisterer (FDP, Aarau)
101. 2024: Mirjam Kosch (Grüne, Aarau)
102. 2025: Markus Gabriel (SVP, Zofingen)

## Belege
1. ↑  Lisa Kwasny: Sturzversuch, Karriereschub und Teppichklopfer: Das sind alle Präsidentinnen und Präsidenten der letzten 100 Jahre. In: Aargauer Zeitung vom 7. Januar 2025; abgerufen am 22. März 2025.
2. ↑  Grossratspräsidien. In: ag.ch/grossrat. Abgerufen am 18. April 2025.